# A spanyol nyelv Swadesh-listája
A Swadesh-lista Morris Swadesh amerikai nyelvész által alkotott szójegyzék, amely a történeti és az összehasonlító nyelvészetben használatos. A nyelvész célja az volt, hogy listája olyan alapszókincset tartalmazzon, amely minél több nyelvben megtalálható, ugyanakkor a természeti és a kulturális környezettől független legyen. Van 215, 207, 200 és 100 szavas Swadesh-lista.
A spanyol nyelv 207 szavas Swadesh-listáját az alábbi táblázat tartalmazza, amelyben megadtuk a magyar jelentést, valamint a szavak eredetét is. A feltételezett alakokat (*) jelzi. Előfordul, hogy egy-egy spanyol szó két szám alatt is szerepel: ennek oka, hogy a lista eredeti nyelve az angol, amelyen két különböző szóval fejezik ki azt, amit spanyolul ugyanaz a szó jelöl (általában közeli rokonértelmű szavak).
| Szám | Szó                                   | Jelentés              | Etimológia                                                 |
| ---- | ------------------------------------- | --------------------- | ---------------------------------------------------------- |
| 1.   | yo                                    | én                    | < eo < ego                                                 |
| 2.   | tú                                    | te                    | < tu                                                       |
| 3.   | él                                    | ő                     | < ille                                                     |
| 4.   | nosotros, nosotras                    | mi                    | < nos + alteros                                            |
| 5.   | vosotros, vosotras / ustedes          | ti                    | < vos + alteros / belső képzésű                            |
| 6.   | ellos, ellas                          | ők                    | < illos, illas (ille, illa)                                |
| 7.   | este, esta, esto                      | ez                    | < iste, ista, istud                                        |
| 8.   | ese, esa, eso aquel, aquella, aquello | az                    | < ipse, ipsa, ipsum < eccu(m) + ille/illa/illud            |
| 9.   | aquí / acá                            | itt, ide              | < eccu(m) + hic/hac                                        |
| 10.  | ahí / allí / allá                     | ott, oda              | < ad + hic/illic/illac                                     |
| 11.  | quién                                 | ki?                   | < quem (quis)                                              |
| 12.  | qué                                   | mi?                   | < quid                                                     |
| 13.  | dónde                                 | hol?                  | < de + unde                                                |
| 14.  | cuándo                                | mikor?                | < quando                                                   |
| 15.  | cómo                                  | hogyan?               | < quo modo                                                 |
| 16.  | no                                    | nem, ne               | < non                                                      |
| 17.  | todo(s)                               | minden(ki)            | < toto(s) (totus, toti)                                    |
| 18.  | muchos                                | sok(an)               | < multos (multi)                                           |
| 19.  | algunos / unos                        | néhány                | < aliqui + unos (unus)                                     |
| 20.  | poco(s)                               | kevés                 | < paucos (pauci)                                           |
| 21.  | otro                                  | másik                 | < altero (alter)                                           |
| 22.  | uno                                   | egy                   | < unus                                                     |
| 23.  | dos                                   | kettő                 | < duos (duo)                                               |
| 24.  | tres                                  | három                 | < tres                                                     |
| 25.  | cuatro                                | négy                  | < quattuor                                                 |
| 26.  | cinco                                 | öt                    | < cinque < quinque                                         |
| 27.  | grande                                | nagy                  | < grandis                                                  |
| 28.  | largo                                 | hosszú                | < largus                                                   |
| 29.  | ancho                                 | széles                | < amplius                                                  |
| 30.  | gordo / grueso                        | vastag, kövér         | < gurdus / grossus                                         |
| 31.  | pesado                                | nehéz, súlyos         | < pensatus (pensare)                                       |
| 32.  | pequeño                               | kicsi                 | hangfestő                                                  |
| 33.  | corto                                 | rövid                 | < curtus                                                   |
| 34.  | estrecho                              | szűk                  | < strictus                                                 |
| 35.  | delgado / flaco                       | sovány, vékony        | < delicatus / flaccus                                      |
| 36.  | mujer                                 | nő                    | < mulier                                                   |
| 37.  | hombre                                | férfi                 | < homine(m) (homo)                                         |
| 38.  | hombre / persona                      | ember                 | < homine(m) / persona                                      |
| 39.  | niño                                  | gyerek                | < ninno (hangfestő)                                        |
| 40.  | esposa / mujer                        | feleség               | < sponsa / mulier                                          |
| 41.  | esposo / marido                       | férj                  | < sponsus / maritus                                        |
| 42.  | madre                                 | anya                  | < matre(m) (mater)                                         |
| 43.  | padre                                 | apa                   | < patre(m) (pater)                                         |
| 44.  | animal                                | állat                 | < animal                                                   |
| 45.  | pez                                   | hal                   | < pisce(m) (piscis)                                        |
| 46.  | ave / pájaro                          | madár                 | < avis / passer                                            |
| 47.  | perro                                 | kutya                 | ismeretlen, talán hangutánzó                               |
| 48.  | piojo                                 | tetű                  | < peduculus                                                |
| 49.  | serpiente                             | kígyó                 | < serpente(m) (serpens)                                    |
| 50.  | gusano                                | féreg, csúszómászó    | ismeretlen                                                 |
| 51.  | árbol                                 | fa                    | < arbor                                                    |
| 52.  | bosque / selva                        | erdő                  | < indoeurópai, vitatott / silva                            |
| 53.  | palo                                  | bot, karó             | < palus                                                    |
| 54.  | fruta, fruto                          | gyümölcs, termés      | < fructus                                                  |
| 55.  | semilla                               | mag                   | < seminia (semen)                                          |
| 56.  | hoja                                  | levél                 | < folia                                                    |
| 57.  | raíz                                  | gyökér                | < radice(m) (radix)                                        |
| 58.  | corteza                               | fakéreg               | < cortice(m) (cortex)                                      |
| 59.  | flor                                  | virág                 | < flore(m) (flos)                                          |
| 60.  | hierba                                | fű                    | < herba                                                    |
| 61.  | cuerda                                | kötél                 | < corda                                                    |
| 62.  | piel                                  | bőr                   | < pelle(m) (pellis)                                        |
| 63.  | carne                                 | hús                   | < carnis                                                   |
| 64.  | sangre                                | vér                   | < sanguine(m) (sanguis)                                    |
| 65.  | hueso                                 | csont                 | < ossum < os                                               |
| 66.  | grasa                                 | zsír                  | < grassa < crassus + grossus                               |
| 67.  | huevo                                 | tojás                 | < ovum                                                     |
| 68.  | cuerno                                | szarv                 | < cornu                                                    |
| 69.  | cola                                  | farok                 | < cauda                                                    |
| 70.  | pluma                                 | madártoll             | < pluma                                                    |
| 71.  | cabello / pelo                        | haj, szőr             | < capillus / pilus                                         |
| 72.  | cabeza                                | fej                   | < capitia (caput)                                          |
| 73.  | oreja                                 | fül                   | < auricula                                                 |
| 74.  | ojo                                   | szem                  | < oculus                                                   |
| 75.  | nariz                                 | orr                   | < naris, nares                                             |
| 76.  | boca                                  | száj                  | < bucca                                                    |
| 77.  | diente                                | fog                   | < dente(m) (dens)                                          |
| 78.  | lengua                                | nyelv                 | < lingua                                                   |
| 79.  | uña                                   | köröm                 | < ungula                                                   |
| 80.  | pie                                   | láb(fej)              | < pede(m) (pes)                                            |
| 81.  | pierna                                | láb(szár), comb       | < perna                                                    |
| 82.  | rodilla                               | térd                  | < rotella                                                  |
| 83.  | mano                                  | kéz                   | < manus                                                    |
| 84.  | ala                                   | szárny                | < ala                                                      |
| 85.  | barriga / vientre                     | has                   | ismeretlen / < ventre(m) (venter)                          |
| 86.  | intestino / tripas                    | bél                   | < intestinus / ismeretlen                                  |
| 87.  | cuello                                | nyak                  | < collu(m)                                                 |
| 88.  | espalda                               | hát                   | < spatula                                                  |
| 89.  | pecho                                 | mell                  | < pectus                                                   |
| 90.  | corazón                               | szív                  | < cor + -ation(em)                                         |
| 91.  | hígado                                | máj                   | < ficatu(m)                                                |
| 92.  | beber                                 | inni                  | < bibere                                                   |
| 93.  | comer                                 | enni                  | < comedere                                                 |
| 94.  | morder                                | harapni               | < mordere                                                  |
| 95.  | chupar                                | szopni, kiszívni      | hangutánzó                                                 |
| 96.  | escupir                               | köpni                 | < *exconspuere                                             |
| 97.  | vomitar                               | hányni                | < vomitare                                                 |
| 98.  | soplar                                | fújni                 | < sufflare                                                 |
| 99.  | respirar                              | lélegezni             | < respirare                                                |
| 100. | reír                                  | nevetni               | < ridere                                                   |
| 101. | ver                                   | látni                 | < videre                                                   |
| 102. | oír                                   | hallani               | < audire                                                   |
| 103. | saber                                 | tudni                 | < sapere                                                   |
| 104. | pensar                                | gondolni              | < pensare                                                  |
| 105. | oler                                  | szaga van             | < olere                                                    |
| 106. | temer                                 | félni                 | < timere                                                   |
| 107. | dormir                                | aludni                | < dormire                                                  |
| 108. | vivir                                 | élni                  | < vivere                                                   |
| 109. | morir                                 | meghalni              | < mori                                                     |
| 110. | matar                                 | megölni               | < mactare                                                  |
| 111. | pelear / luchar                       | harcolni              | belső képzésű (vö. pelo) / < luctari                       |
| 112. | cazar                                 | vadászni              | < captiare < captare                                       |
| 113. | golpear                               | (meg)ütni, (meg)verni | belső képzésű (< golpe < colupus < colaphus)               |
| 114. | cortar                                | vágni                 | < curtare                                                  |
| 115. | partir                                | osztani               | < partire                                                  |
| 116. | apuñalar                              | döfni, szúrni         | belső képzésű (a + puñal < ad + *pugnale)                  |
| 117. | arañar / rascar                       | karcolni              | belső képzésű, vitatott / *rasicare (radere)               |
| 118. | cavar                                 | ásni                  | < cavare                                                   |
| 119. | nadar                                 | úszni                 | < natare                                                   |
| 120. | volar                                 | repülni               | < volare                                                   |
| 121. | caminar, andar                        | gyalogolni, járni     | belső képzésű (vö. camino) / < ambulare                    |
| 122. | venir                                 | jönni                 | < venire                                                   |
| 123. | acostarse / tenderse / echarse        | lefeküdni             | belső képzésű (a + costa < ad + costa) / tendere / iactare |
| 124. | sentarse                              | leülni                | < *sedentare                                               |
| 125. | estar de pie                          | állni                 | < stare                                                    |
| 126. | girar                                 | fordulni, forogni     | < gyrare                                                   |
| 127. | caer                                  | esni                  | < cadere                                                   |
| 128. | dar                                   | adni                  | < dare                                                     |
| 129. | sostener                              | tartani               | < sustinere                                                |
| 130. | apretar                               | szorítani             | < appectorare                                              |
| 131. | frotar                                | dörzsölni             | < francia frotter                                          |
| 132. | lavar                                 | mosni                 | < lavare                                                   |
| 133. | limpiar                               | tisztítani, törölni   | belső képzésű (< limpio < limpidus)                        |
| 134. | tirar                                 | húzni                 | < germán < indoiráni                                       |
| 135. | empujar                               | lökni                 | < impulsare                                                |
| 136. | tirar / lanzar                        | dobni                 | < germán < indoiráni / lanceare                            |
| 137. | atar                                  | megkötni              | < aptare                                                   |
| 138. | coser                                 | varrni                | < consuere                                                 |
| 139. | contar                                | számolni              | < computare                                                |
| 140. | decir                                 | mondani               | < dicere                                                   |
| 141. | cantar                                | énekelni              | < cantare                                                  |
| 142. | jugar                                 | játszani              | < iocari                                                   |
| 143. | flotar                                | lebegni               | < francia flotter                                          |
| 144. | fluir                                 | folyni                | < fluere                                                   |
| 145. | helar                                 | fagyasztani           | < gelare                                                   |
| 146. | hincharse                             | duzzadni, dagadni     | < inflare                                                  |
| 147. | sol                                   | nap                   | < sol                                                      |
| 148. | luna                                  | hold                  | < luna                                                     |
| 149. | estrella                              | csillag               | < stella                                                   |
| 150. | agua                                  | víz                   | < aqua                                                     |
| 151. | lluvia                                | eső                   | < pluvia                                                   |
| 152. | río                                   | folyó                 | < rivus                                                    |
| 153. | lago                                  | tó                    | < lacus                                                    |
| 154. | mar                                   | tenger                | < mare                                                     |
| 155. | sal                                   | só                    | < sal                                                      |
| 156. | piedra                                | kő                    | < petra                                                    |
| 157. | arena                                 | homok                 | < arena                                                    |
| 158. | polvo                                 | por                   | < pulvus < pulvis                                          |
| 159. | tierra                                | föld                  | < terra                                                    |
| 160. | nube                                  | felhő                 | < nubes                                                    |
| 161. | niebla                                | köd                   | < nebula                                                   |
| 162. | cielo                                 | ég                    | < caelu(m)                                                 |
| 163. | viento                                | szél                  | < ventus                                                   |
| 164. | nieve                                 | hó                    | < nive(m) (nix)                                            |
| 165. | hielo                                 | jég                   | < gelu                                                     |
| 166. | humo                                  | füst                  | < fumus                                                    |
| 167. | fuego                                 | tűz                   | < focus                                                    |
| 168. | cenizas                               | hamu                  | < *cinisia/cinitia (cinis)                                 |
| 169. | quemar                                | égni                  | < cremare                                                  |
| 170. | camino                                | út                    | < camminus < kelta                                         |
| 171. | montaña                               | hegység               | < *montanea (mons)                                         |
| 172. | rojo                                  | vörös                 | < russus                                                   |
| 173. | verde                                 | zöld                  | < viridis                                                  |
| 174. | amarillo                              | sárga                 | < amarellus                                                |
| 175. | blanco                                | fehér                 | < germán blank                                             |
| 176. | negro                                 | fekete                | < nigrum (niger)                                           |
| 177. | noche                                 | éj, este              | < nocte(m) (nox)                                           |
| 178. | día                                   | nap                   | < die(m)                                                   |
| 179. | año                                   | év                    | < annus                                                    |
| 180. | cálido                                | meleg                 | < calidus                                                  |
| 181. | frío                                  | hideg                 | < frigidus                                                 |
| 182. | lleno                                 | teli                  | < plenus                                                   |
| 183. | nuevo                                 | új                    | < novus                                                    |
| 184. | viejo                                 | régi, öreg            | < veculus < vetulus                                        |
| 185. | bueno                                 | jó                    | < bonus                                                    |
| 186. | malo                                  | rossz                 | < malus                                                    |
| 187. | podrido                               | rothadt               | < putridus                                                 |
| 188. | sucio                                 | piszkos               | < succidus                                                 |
| 189. | recto                                 | egyenes               | < rectus                                                   |
| 190. | redondo                               | kerek                 | < rotundus                                                 |
| 191. | afilado / agudo                       | éles                  | belső képzésű (< afilar < a + filo < ad + filum) / acutus  |
| 192. | desafilado                            | életlen, tompa        | belső képzésű (< desafilar < des- fosztóképző + afilar)    |
| 193. | suave                                 | lágy, puha            | < suavis                                                   |
| 194. | mojado                                | nedves                | < molliatus                                                |
| 195. | seco                                  | száraz                | < siccus                                                   |
| 196. | correcto                              | helyes                | < correctus                                                |
| 197. | cerca                                 | közel, mellett        | < circa                                                    |
| 198. | lejos                                 | messze                | < laxius                                                   |
| 199. | derecha                               | jobb                  | < directus, directa                                        |
| 200. | izquierda                             | bal                   | < baszk ezkerra                                            |
| 201. | a / en / ante                         | -nál/nél              | < ad / in / ante                                           |
| 202. | en                                    | -ban/ben              | < in                                                       |
| 203. | con                                   | -val/vel              | < cum                                                      |
| 204. | y / e                                 | és                    | < et                                                       |
| 205. | si                                    | ha                    | < si                                                       |
| 206. | porque                                | mert                  | saját képzésű (< por + que < per~pro + quid)               |
| 207. | nombre                                | név                   | < nomine(m) (nomen)                                        |